# أوسابورو هيداكا
أوسابورو هيداكا (باليابانية: 日高 卯三郎)، هو لاعب كرة قدم ياباني سابق كان يلعب كمدافع. سبق له أن لعب مع منتخب اليابان.

## وصلات خارجية
- أوسابورو هيداكا على موقع ناشيونال فوتبول تيمز (الإنجليزية)

- National Football Teams
- Japan National Football Team Database